# إيكوردال
إيكوردال هي بلدية فرنسية تقع في إقليم الأردين في منطقة غراند إيست. 

## الأماكن والمعالم الأثرية

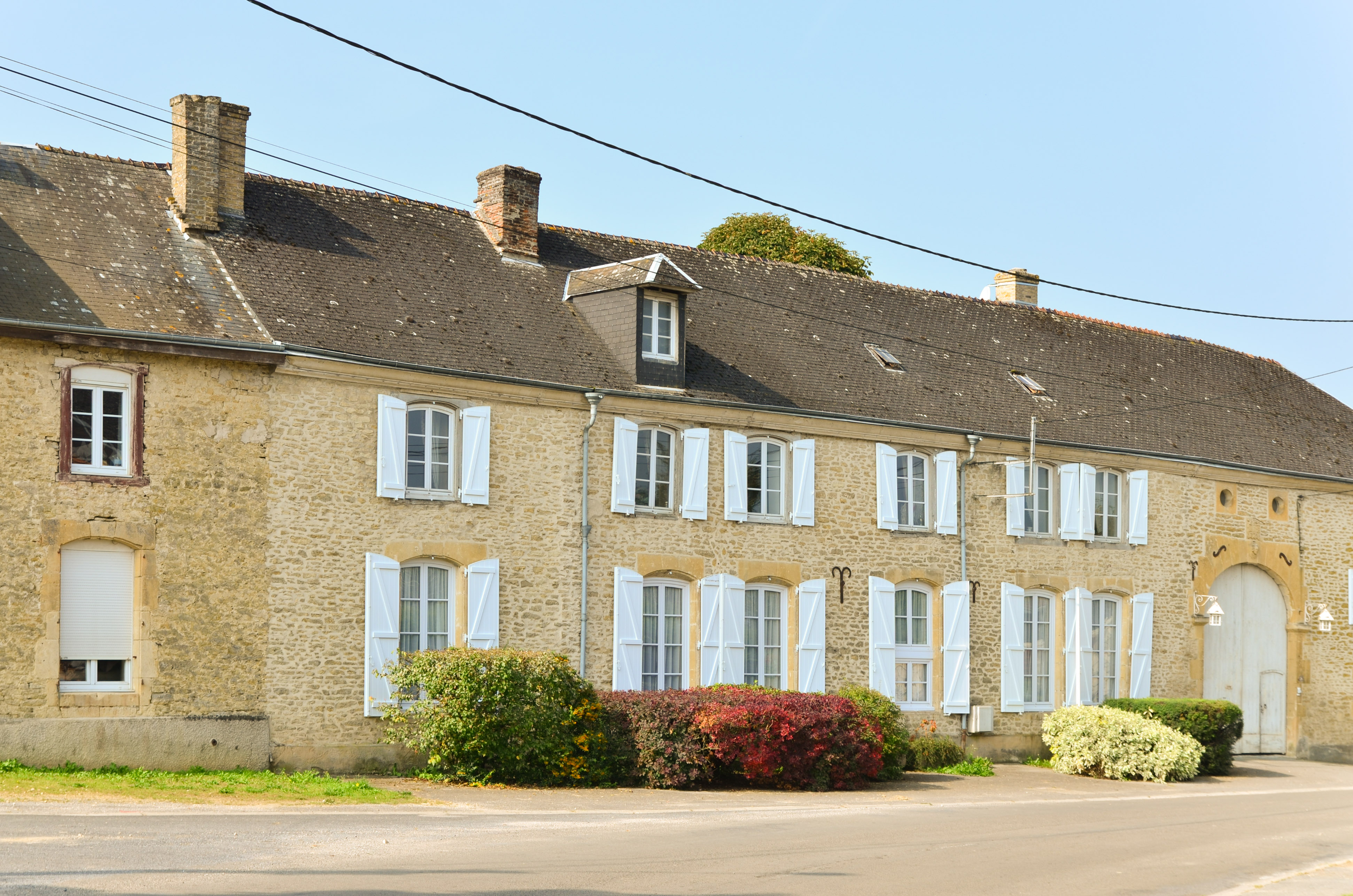
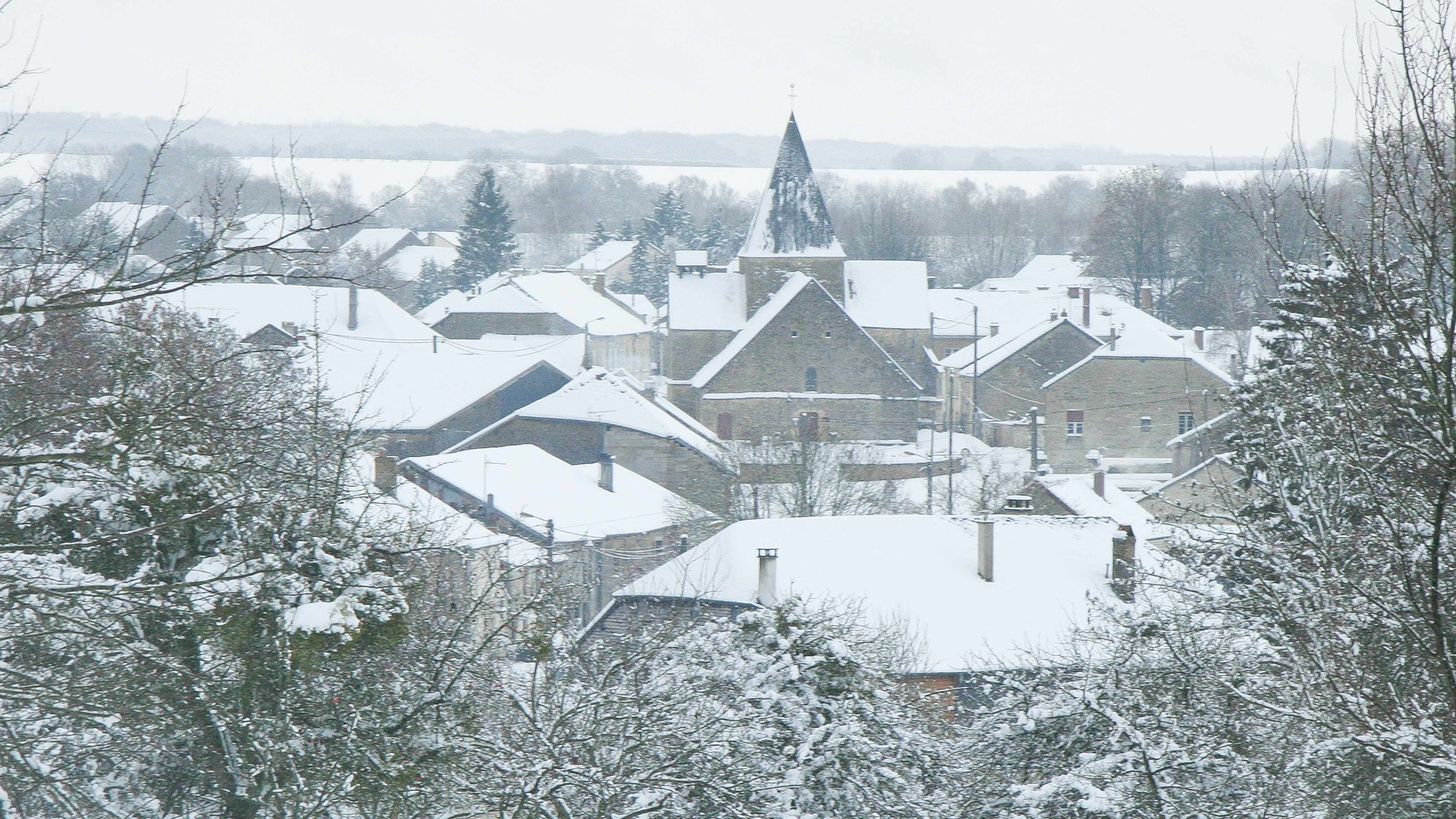
الشتاء في إيكوردال
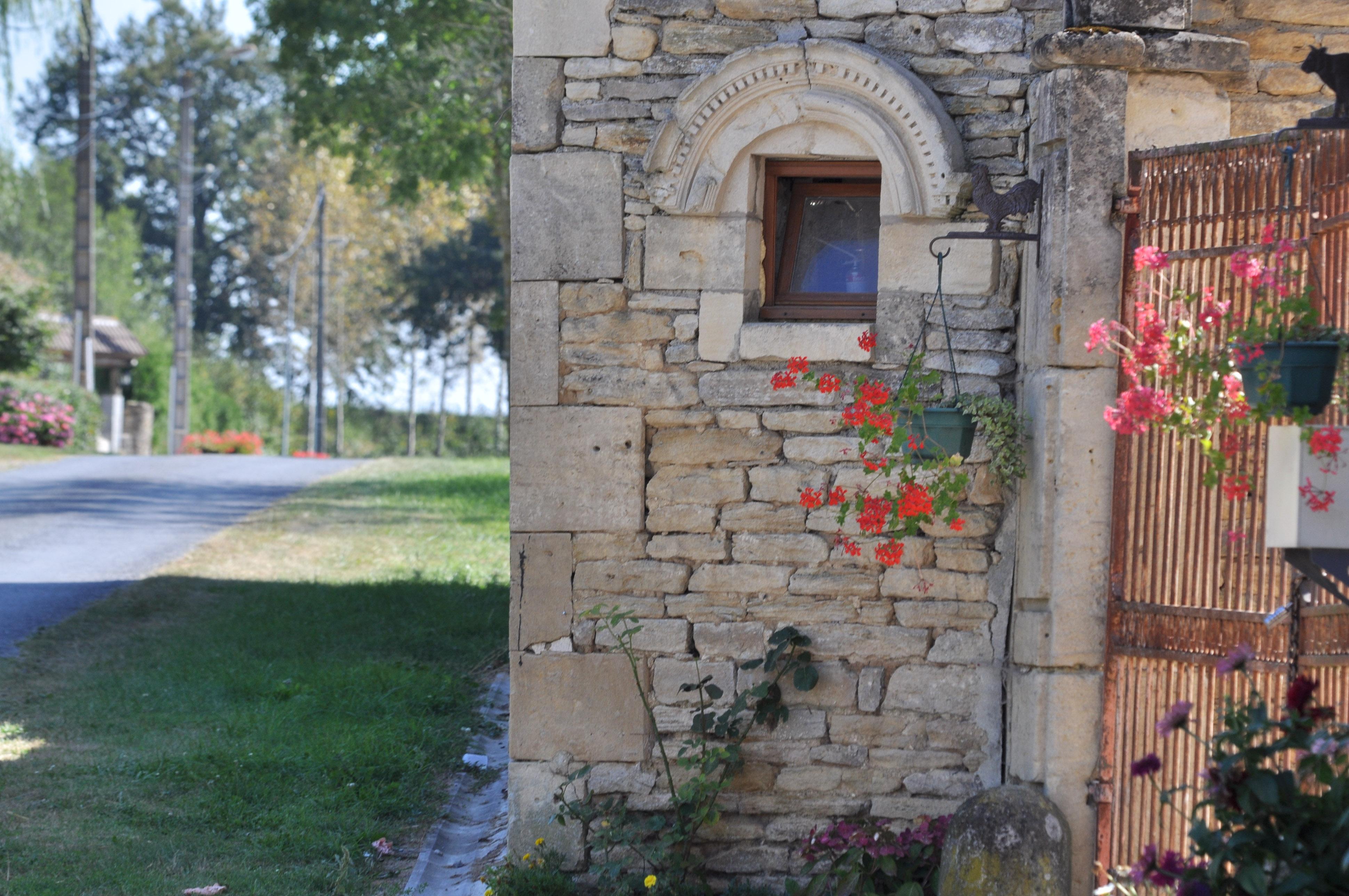
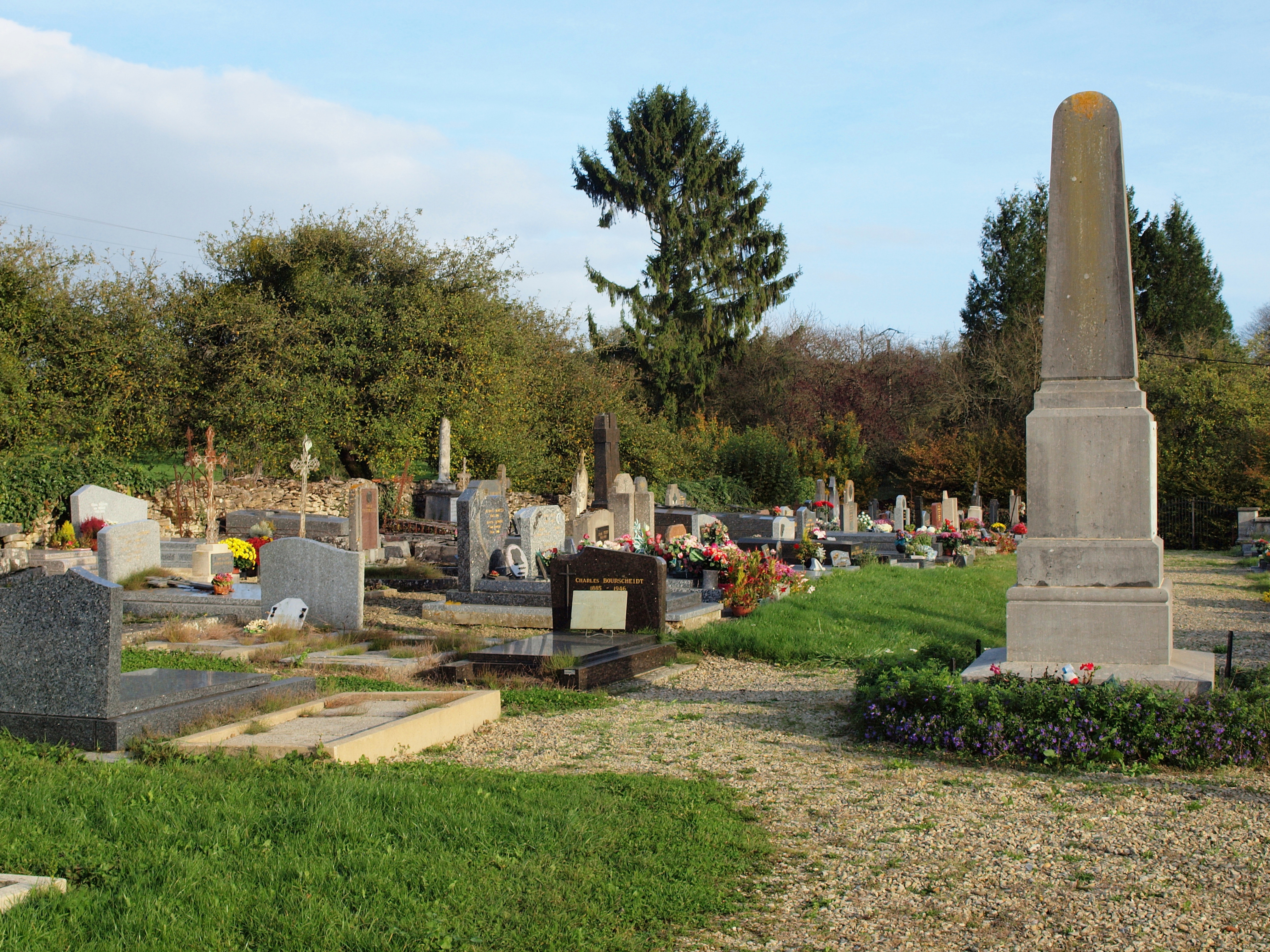
معلم الموتى في المقبرة
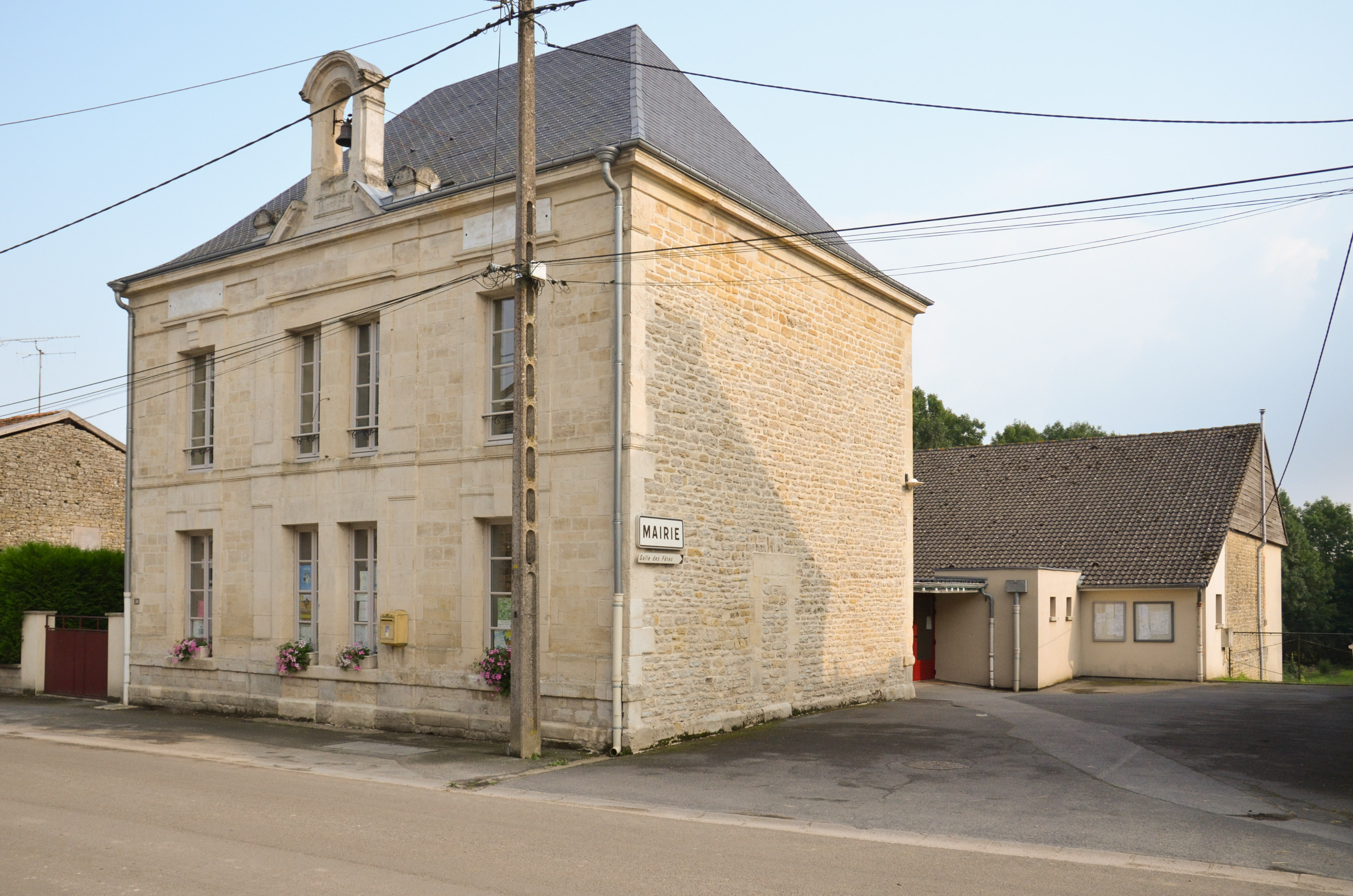
مقر البلدية